# Michał Milowicz
Michał Milowicz (sinh ngày 16 tháng 9 năm 1970) là một ca sĩ và diễn viên người Ba Lan.
Kể từ khi bắt đầu sự nghiệp, tổng cộng Michał Milowicz đã làm việc ở ba nhà hát: Studio Buffo (1995–2001), Teatr Muzyczny Roma (2001–2003) và Teatr Muzyczny im. Danuty Baduszkowej ở Gdynia (2003). Album đầu tay của anh là Teraz Wiersz được phát hành vào tháng 6 năm 2003. Từ ngày 29 tháng 10 năm 2007, Michał Milowicz làm nhóm trưởng trong chương trình âm nhạc TV Puls Singa Dinga. Anh từng tham gia chương trình Dancing with the Stars phiên bản Ba Lan mùa thứ 4 và chương trình Dancing on Ice phiên bản Ba Lan mùa thứ 3.

## Diễn xuất
- Młode wilki (1995) trong vai Cảnh sát
- Klan (1997) trong vai Tài xế
- Sztos (1997) trong vai Sinh viên
- Ja, Malinowski (1999) trong vai Dziad
- Kiler-ów 2-óch (1999) trong vai Radek
- Lokatorzy (1999–2005) trong vai Cezary Cwał-Wiśniewski
- Chłopaki nie płaczą (2000) trong vai Bolec
- Poranek kojota (2001) trong vai Brylant
- Wiedźmin (2001) trong vai Crach an Craite
- Zostać Miss (2001) trong vai Zdzisław
- Segment '76 (2002)
- Rób swoje, ryzyko jest Twoje trong vai Lutek Star
- Agentki (2008) trong vai Ông chủ của Paweł
- Do wesela się zagoi (2009)
- Chwila nieuwagi, czyli drugi sztos (2011)
- Barwy szczęścia (2012) trong vai Czarek, giáo viên thể dục và bạn cùng trường của Blanka Filipska
- Kac Wawa trong vai Bonawentura

## Lồng tiếng
- 2011 Crysis 2 – Chỉ huy C.E.L.L. Lockhard
- 2009: Arthur and the Revenge of Maltazard – Max
- 2006: Arthur and the Invisibles – Max
- 2005: Hoodwinked! – Japeth
- 2004: Home on the Range – Alameda Slim / Bracia Wacuś
- 1991: Rock-a-Doodle − Chanticleer